# Руденко, Гульзада Ракиповна
Гульзада Ракиповна Руденко (тат. Гөлзада Рәкыйп кызы Руденко, урожд. Мубаракшина (тат. Мөбәрәкшина); род. 30 августа 1956, Урняк, Арский район, Татарская АССР, РСФСР, СССР) — советский и российский политический, общественный деятель, музейный работник. Заслуженный работник культуры Российской Федерации (2008), заслуженный работник культуры Республики Татарстан (1998). Лауреат Государственной премии Российской Федерации в области литературы и искусства (2021), премии Правительства Российской Федерации в области культуры (2009), премии Президента Республики Татарстан за вклад в развитие институтов гражданского общества (2019). Директор Елабужского историко-архитектурного и художественного музея-заповедника (2002—н.в.).

## Биография
Гульзада Ракиповна Руденко родилась 30 августа 1956 года в посёлке Урняк Арского района Татарской АССР. Родители — Язиля и Ракип Мубаракшины, имели троих детей. Отец — ветеран Великой Отечественной войны, выпускник Московского индустриального педагогического техникума и Казанского сельскохозяйственного института, преподаватель елабужского профтехучилища, председатель городского совета ветеранов, сопредседатель местного совета сторонников партии «Единая Россия» по патриотическому воспитанию.
Окончила восемь классов школы в родном селе. В 1971 году семья Мубаракшиных переехала в Елабугу, где Гульзада закончила среднюю школу. В 1978 году окончила физико-математический факультет Елабужского педагогического института. Во время учёбы вела активную общественную работу, была председателем совета отряда, членом комитетов комсомола, командиром стройотряда. После получения образования находилась на комсомольской и партийной работе в Набережных Челнах, последовательно была инструктором, третьим, вторым секретарём Комсомольского районного комитета ВЛКСМ (1978—1984), затем заместителем заведующего отдела пропаганды и агитации, заведующей партийным кабинетом Комсомольского райкома КПСС (1984—1986). В 1986—1988 годах вместе с мужем находилась в заграничной командировке в Социалистической Республике Вьетнам, где была заведующей парткабинетом в поселке советских специалистов в центре «Загранэнергостроймонтаж». Вернувшись в Набережные Челны, в 1988—1991 годах являлась инструктором идеологического отдела Комсомольского райкома КПСС, затем заместителем секретаря парткома производственного объединения «Камгэсэнергострой».
В 1991—1999 годах была директором городского культурного центра «Эврика», а в 1999—2001 годах — начальником городского управления культуры и искусства. В 2002 году была директором ООО «Туристическая компания „Леон-Тур“», занималась туристическим бизнесом, однако это занятие ей «наскучило». В том же году по предложению главы Елабужского района И. Р. Гафурова назначена на пост директора Елабужского историко-архитектурного и художественного музея-заповедника, который занимает по сей день. За годы работы приложила усилия к открытию ряда новых музеев, занялась обновлением экспозицией и приобретением новых экспонатов, развитием инфраструктуры в сотрудничестве с городскими властями, приняла участие в разработке собственной музейной сувенирной продукции, в результате чего повысилась привлекательность Елабуги для туристов и увеличилась посещаемость музейного комплекса. Также была проведена работа по сохранению историко-архитектурного наследия Елабуги, налажена издательская деятельность музея-заповедника, организовала сотрудничество с образовательными учреждениями для повышения осведомлённости об истории города, превратив свой музей фактически в «градообразующее предприятие», модельный образец для исторических поселений федерального значения.
В общем-то о нас уже сегодня говорят как о градообразующем элементе этого города — города, где в принципе несколькими отраслями занимается только государственный региональный музей-заповедник. Развитие туризма полностью доверено нашему музею-заповеднику со своим туристско-информационным центром в нашей структуре, с 14 объектами, со своим рестораном, музейным магазином, арт-кафе, со своим фаэтоном замечательным, маленьким живым уголком, для того чтобы совсем маленькие ребятишки привыкали ходить в музей, хотели ходить в музей не только в маленьком возрасте, но и постарше.Руденко на встрече с премьер-министром России Д. А. Медведевым.
В 2009 году назначена в члены Общественной палаты Республики Татарстан, куда переназначалась в 2012, 2015 годах. В 2014 году подписала письмо деятелей культуры России в поддержку «позиции Президента по Украине и Крыму». В 2016 году стала сопредседателем татарстанского отделения движения «Общероссийский народный фронт», сохранив этот пост и при последующих перестановках. В 2018 году вошла в руководство предвыборного штаба В. В. Путина, а в 2020 году стала доверенным лицом Р. Н. Минниханова. В том же году избрана депутатом совета Поспеловского сельского поселения и вошла в состав совета Елабужского муниципального района, где стала членом фракции партии «Единая Россия». Отмечает, что «во все времена и абсолютно везде культура была и должна оставаться вне политики», хотя сама занимается общественно-политической деятельностью в согласии с властями, заявляя об «атаке на российскую культуру, которая предпринята сегодня на Западе». В 2022 году поддержала проведение «спецоперации на Украине», а в рамках проекта ОНФ «Всё для победы!» при участии коллектива музея-заповедника собрала полтонны груза для «бойцов и мирных жителей Донбасса».

## Награды
Российские

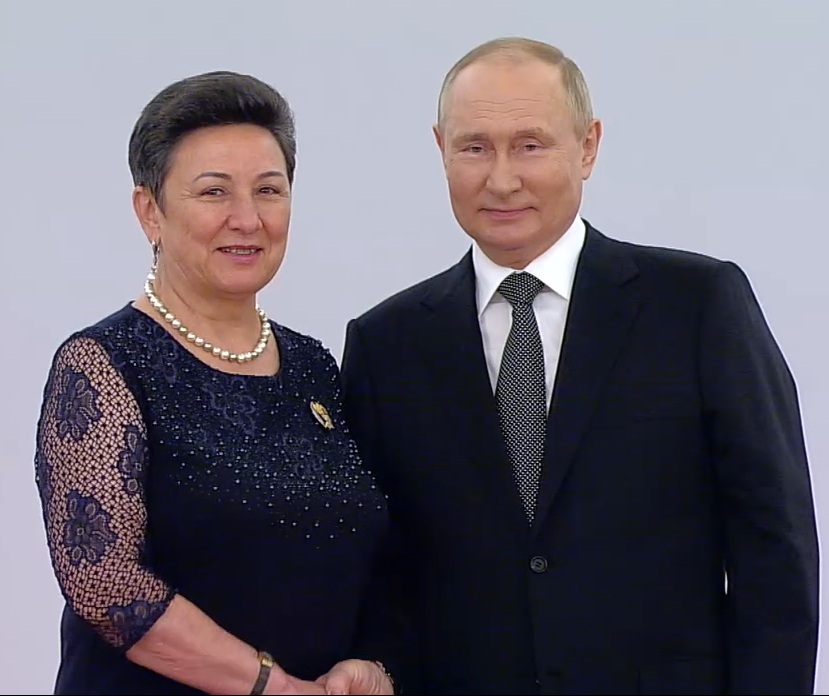
На вручении премии, 2022 год

- Государственная премия Российской Федерации в области литературы и искусства (2021 год) — за вклад в изучение, сохранение и популяризацию историко-культурного наследия России[35]. Вручена президентом Российской Федерации В. В. Путиным на церемонии в Георгиевском зале Большого Кремлёвского дворца в Москве в день России[36].
- Премия Правительства Российской Федерации в области культуры (2009 год) — за создание музейного комплекса в г. Елабуге[37].
- Грант президента Российской Федерации для поддержки творческих проектов общенационального значения в области культуры и искусства (2007 год) — на осуществление проекта по исследованию родословия великого русского живописца Ивана Ивановича Шишкина[38].
- Почётное звание «Заслуженный работник культуры Российской Федерации» (2008 год) — за заслуги в области культуры и многолетнюю плодотворную работу[39].
- Медаль «В память 1000-летия Казани» (2005 год)[40].

Татарстанские

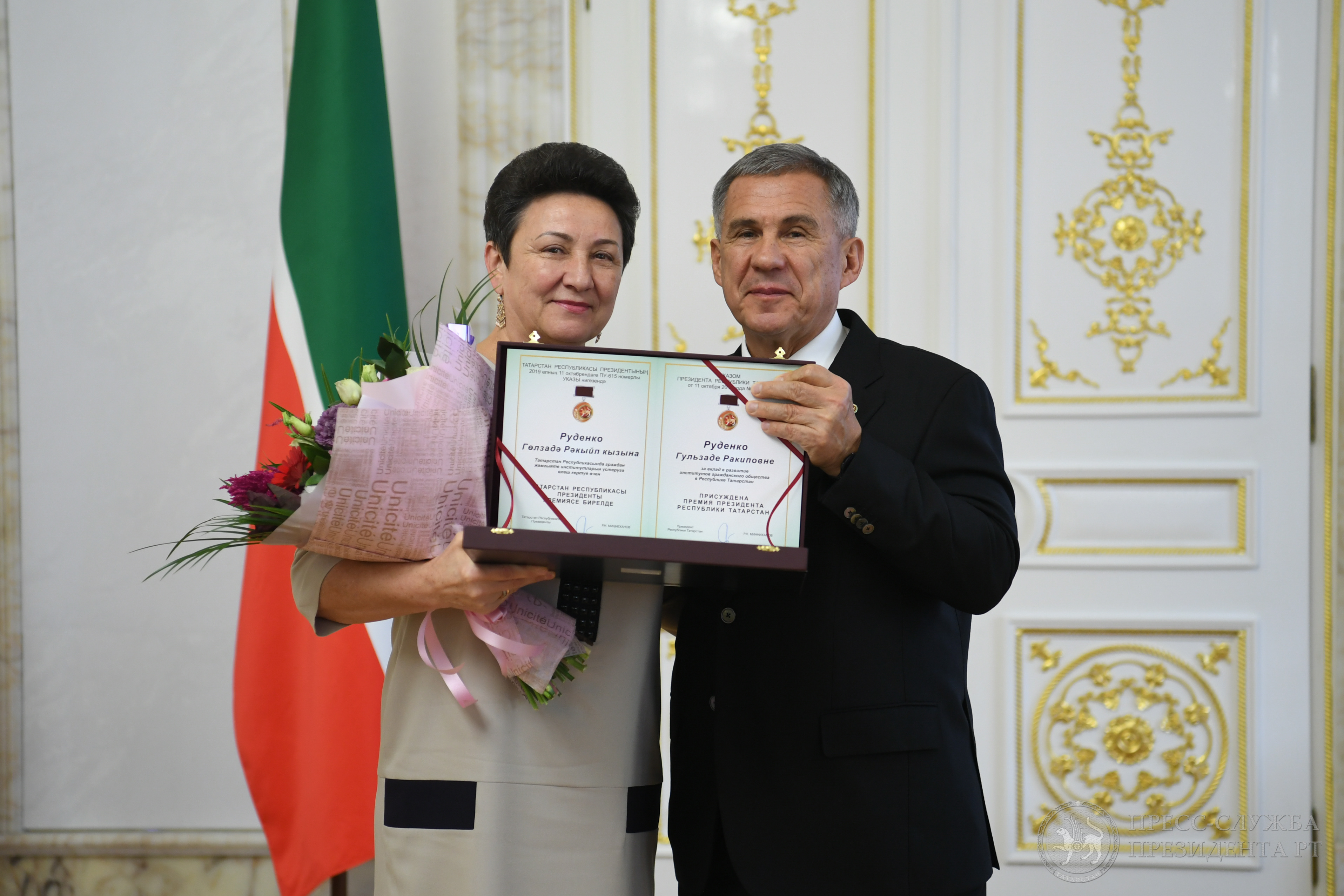
На вручении премии, 2019 год

- Премия Президента Республики Татарстан (2019 год) — за вклад в развитие институтов гражданского общества в Республике Татарстан[41]. Вручена президентом Республики Татарстан Р. Н. Миннихановым на церемонии в Президентском дворце Казанского кремля[42].
- Почётное звание «Заслуженный работник культуры Республики Татарстан[тат.]» (1998 год)[1].
- Медаль «За доблестный труд» (2016 год) — за большой вклад в развитие музейного дела и многолетнюю плодотворную работу[43].
- Медаль «100 лет образования Татарской Автономной Советской Социалистической Республики» (2021 год) — за существенный вклад в укрепление социально-экономического потенциала Республики Татарстан и многолетний плодотворный труд[44].
- Нагрудный знак министерства культуры Республики Татарстан «За достижения в культуре» (2006 год)[40].
- Благодарность президента Республики Татарстан (2020 год)[45].
- Звание «Почётный гражданин Елабуги» (2011 год)[40].

## Личная жизнь
Замужем, есть сын, который вместе с отцом занимается бизнесом в области гидроэнергетики. Любит путешествовать, знает испанский язык.